# Maître de la Légende de sainte Lucie
Le Maître de la Légende de sainte Lucie est un maître anonyme, peintre actif à Bruges à la fin du XVe siècle et au début du XVIe siècle.

## Histoire
C'est Max Jakob Friedländer qui lui donna son nom d'après le tableau conservé dans l'église Saint-Jacques de Bruges représentant différents épisodes de la légende de Sainte Lucie. L'œuvre est divisée en trois scènes et est datée de 1480 par une inscription figurant sur le dais du trône du Consul dans la scène centrale. Depuis lors, quelque vingt-cinq à trente-cinq œuvres lui ont été attribuées. 
Son style se caractérise par un très grand réalisme, hérité de Jan van Eyck, et des types de composition très proche de Hans Memling, tout en trahissant une perte de la profondeur : les groupes de personnages se situant la plupart du temps à l'avant-plan et sans relation avec l'espace qui les entoure. Cette perte de la spatialité est récurrente dans la peinture brugeoise de la fin du XVe siècle et se retrouve notamment chez le Maître de la Légende de sainte Ursule. Les influences de Dieric Bouts et de Hugo van der Goes ont également été reconnues dans son œuvre,.
Dans la plupart de ses tableaux, le Maître de la Légende de sainte Lucie fait figurer à l'arrière-plan une représentation urbaine. Bien que parfois imaginaire, il s'agit le plus souvent d'une vue de la ville de Bruges. Décrite de manière très fidèle, cette vue de la cité brugeoise a permis d'établir une chronologie de l'œuvre de l'artiste, allant d'avant 1483 à après 1501, en se basant sur la représentation des quatre différents stades de construction du beffroi surmontant les halles de la ville
Le Maître de la Légende de sainte Lucie semble avoir été à la tête d'un important atelier en raison du grand nombre de copies de ses compositions ainsi que de l'importante production destinée à l'exportation pour la région hanséatique,, l'Italie et plus particulièrement l'Espagne
Plusieurs propositions d'identification du Maître ont été avancées
- Pour Jacqueline Versyp (1954), le Maître de la Légende de sainte Lucie serait le peintre brugeois Jan Fabiaen[11] (proposition soutenue par P.-G. Girault[12]).
- Ann Michelle Roberts (1982) proposa d'identifier le Maître à Jan I de Hervy, actif à Bruges de 1472 à 1509[9], hypothèse qu'elle abandonnera par la suite.
- Pour Janssens (2004), il s'agirait du peintre brugeois Frans Vanden Pitte, maître dans les années 1453-1456, qui mourut en 1508[13]

### Liste d'œuvres
- Légende de sainte Lucie (tableau daté 1480), Bruges, Église Saint-Jacques.
- Adoration des Mages, Cincinnati, Art Museum.
- Triptyque de la Lamentation, Minneapolis, Minneapolis Institute of Arts.
- Triptyque de la Lamentation, Madrid, Musée Thyssen-Bornemisza.
- Marie, reine des Cieux, Washington, National Gallery of Art.
- Vierge dans la roseraie, Détroit, Detroit Institute of Arts[14].
- Virgo inter virgines, Bruxelles, Musées royaux des beaux-arts de Belgique[15].
- Retable de la Confrérie des Têtes Noires, Tallinn, Musée des Beaux-Arts.
- Retable de saint Nicolas, Bruges, Groeningemuseum  et Madrid, collection privée.
- Triptyque de sainte Catherine d'Alexandrie, Pise, Museo Nazional di San Matteo.
- Triptyque de la Vierge à l'Enfant, Los Angeles, County Museum of Art.

### Galerie

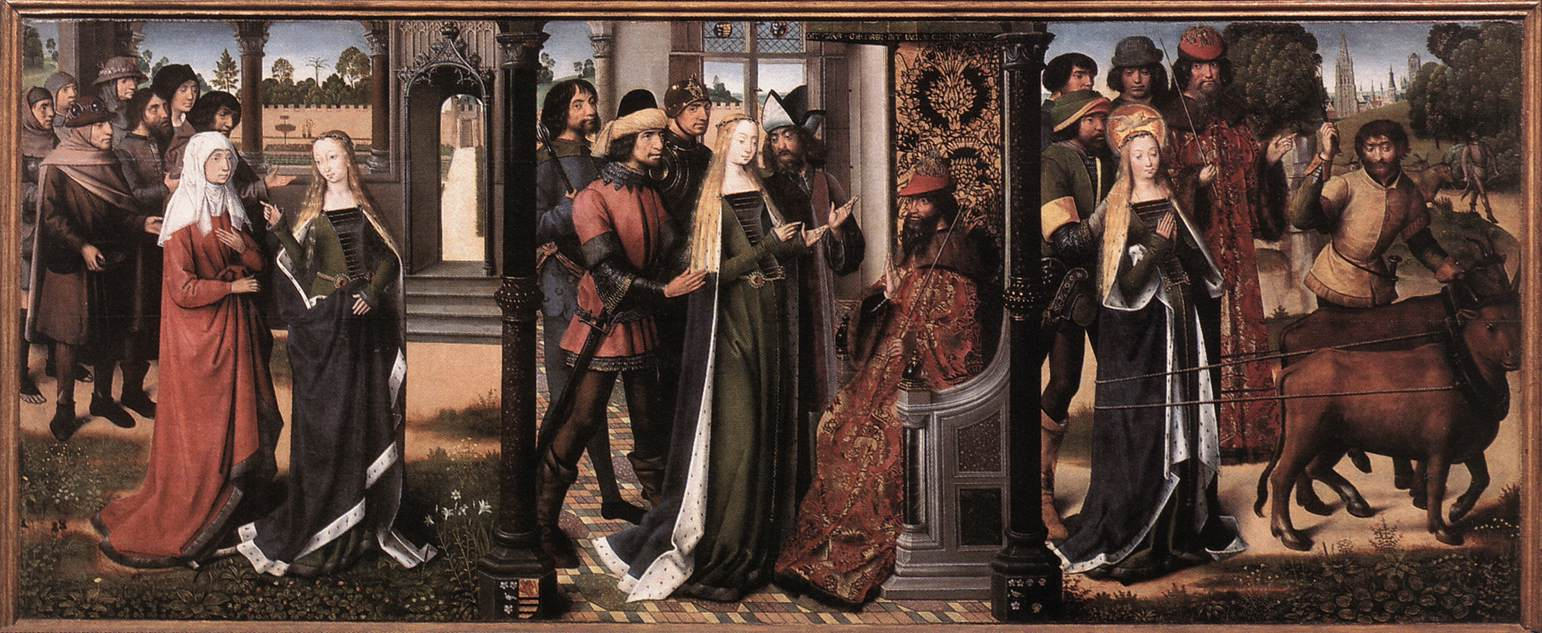
Scènes de la Légende de sainte Lucie, Bruges, église Saint-Jacques.
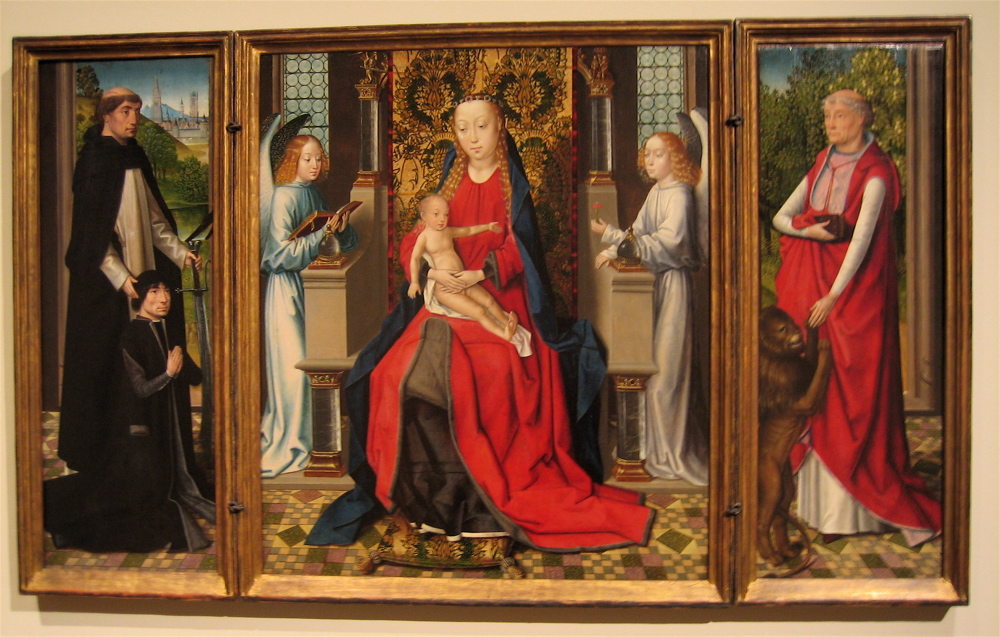
Triptyque de la Vierge à l'Enfant, Los Angeles, County Museum of Art.
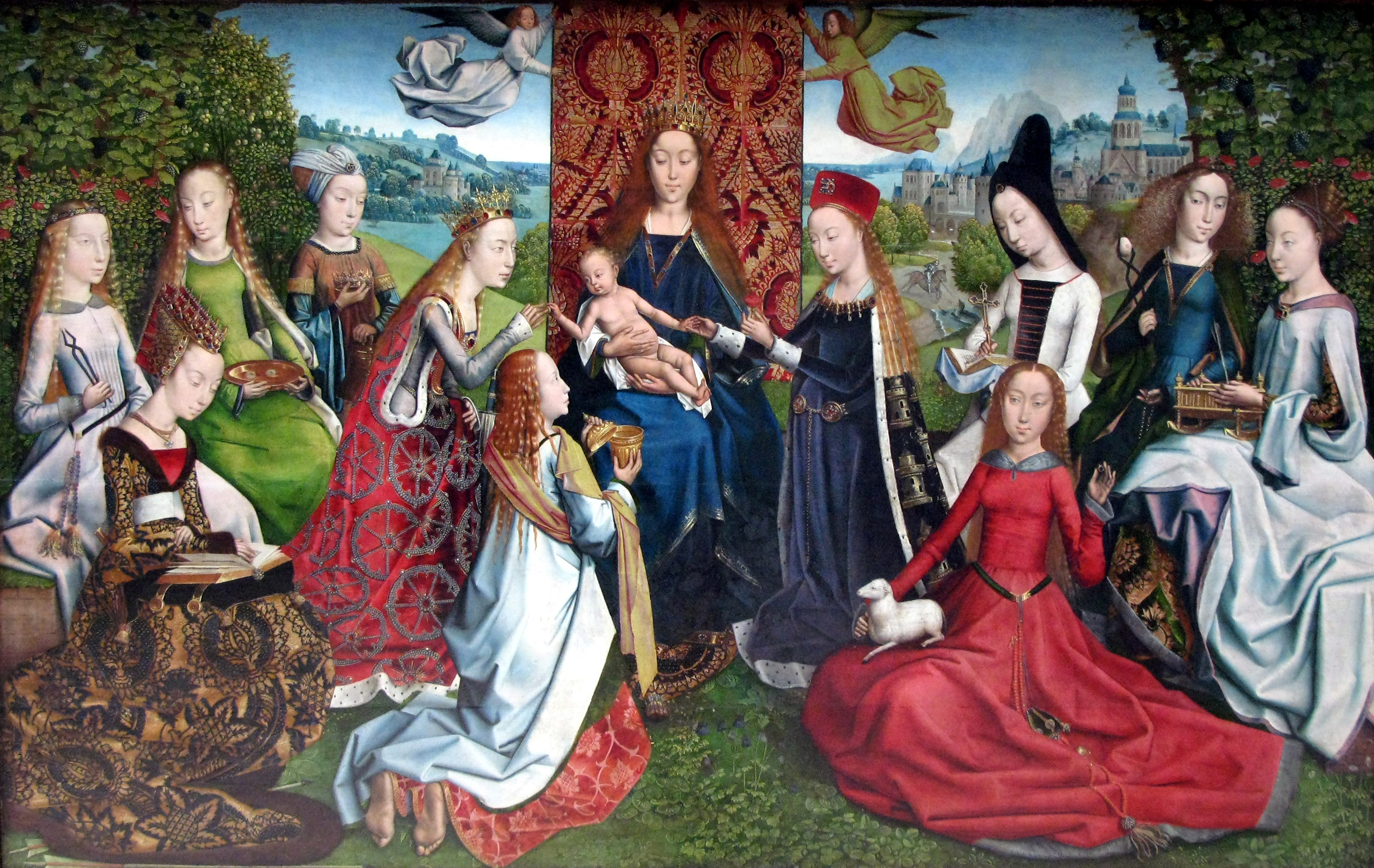
Virgo inter virgines, Bruxelles, Musées Royaux des Beaux-Arts de Belgique.

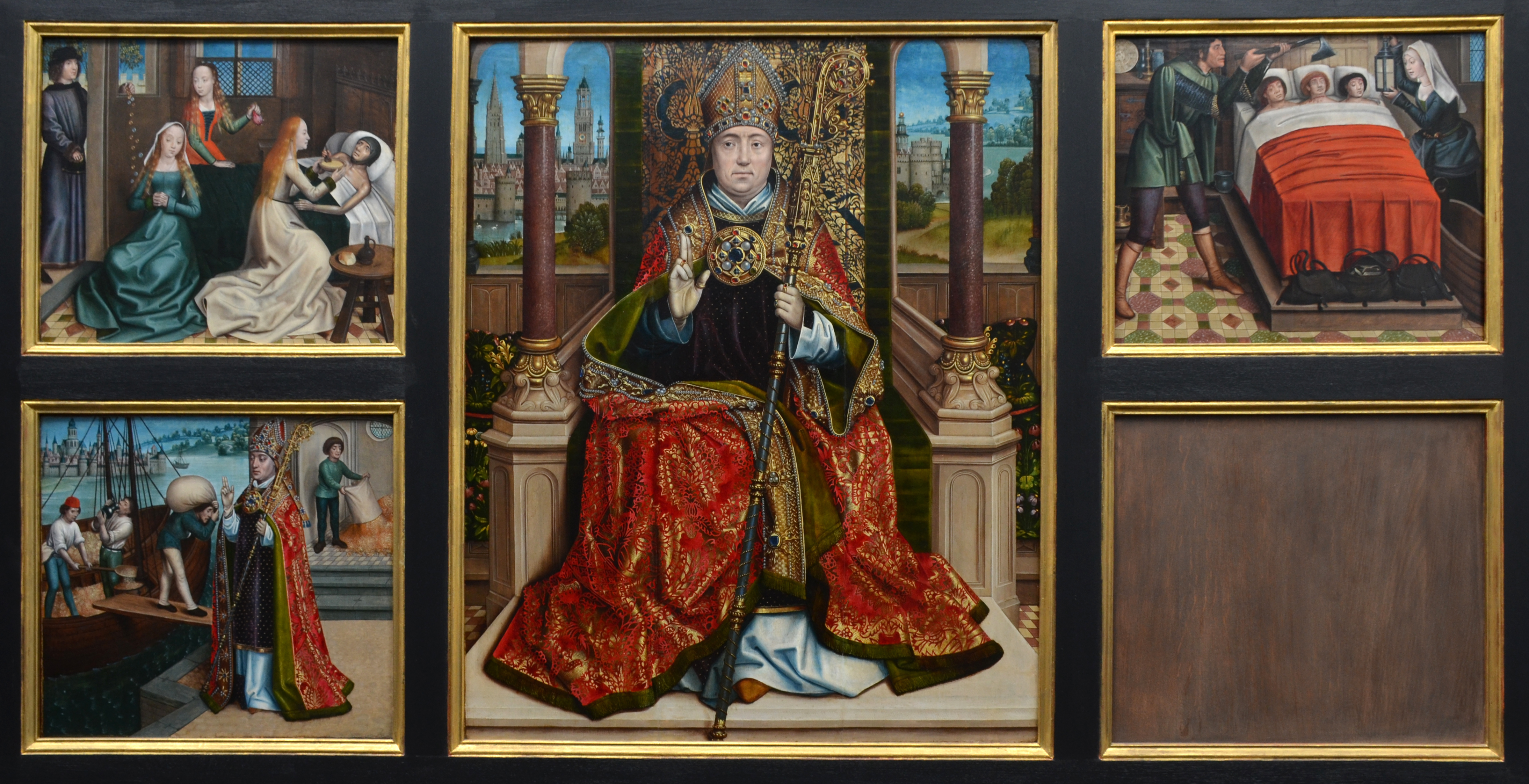
Retable de saint Nicolas, Bruges, Groeningemuseum.
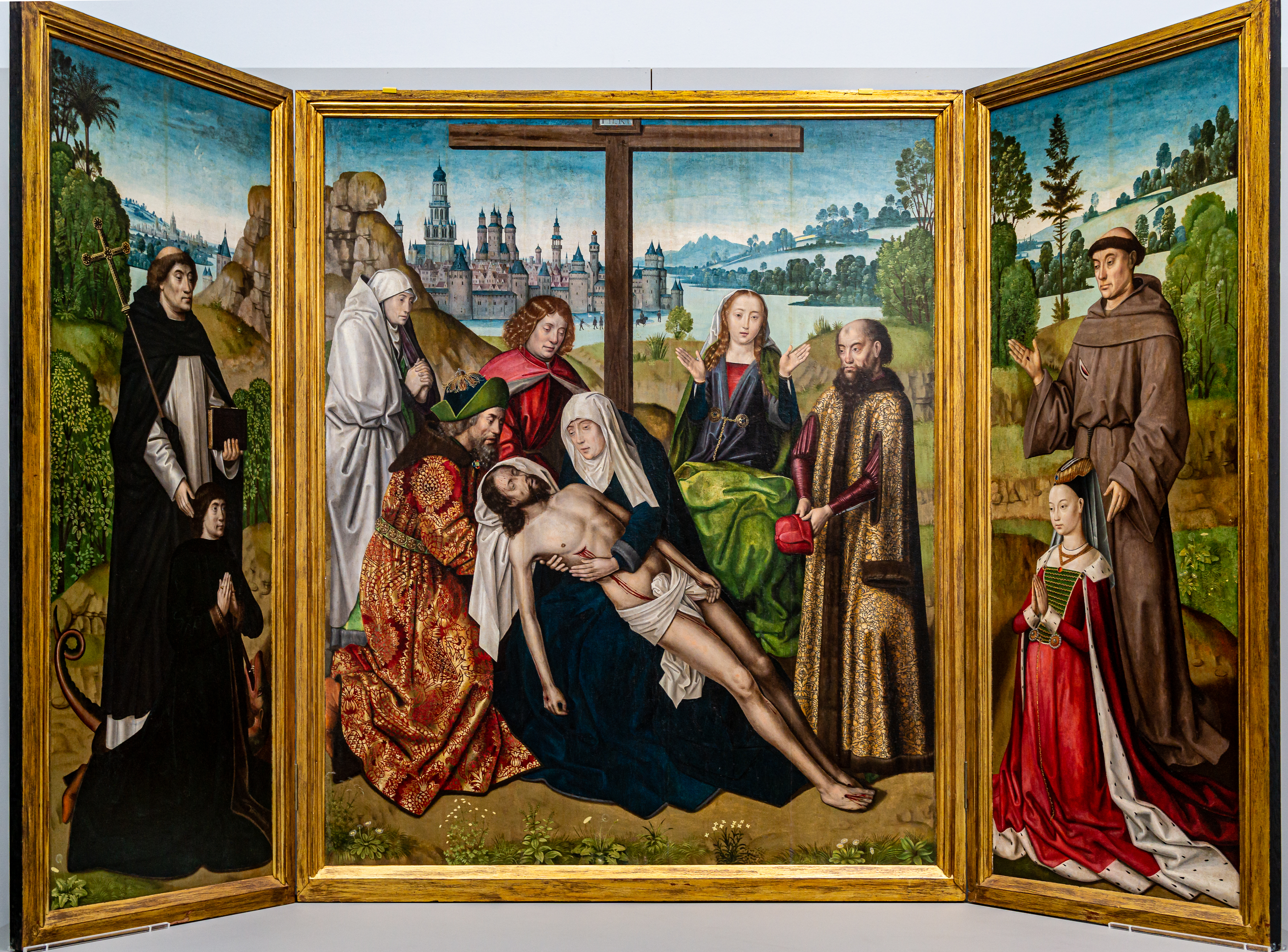
Triptyque avec lamentation du Christ, Bruges, Groeningemuseum.

## Sources et bibliographie
- (nl) Dirk de Vos, « Nieuwe toeschrijvingen aan de Meester van de Lucialegende, alias de Meester van de Rotterdamse Johannes op Patmos », Oud Holland, vol. XC,‎ 1976, p. 137-161.
- (en) Max Jakob Friedländer, Early Netherlandish Painting, VI, Hans Memling and Gerard David, New York, 1972.
- (de) Didier Martens, « Der Brügger Meister der Lucialegende. Bilanz der Forschungen und neue Hypothesen », dans Die Kunstbeziehungen Estlands mit den Niederlanden in den 15.-17. Jahrhunderten. Der Marienaltar des Meisters der Lucialegende 500 Jahre in Tallinn (Colloque 25-26 septembre 199, Tallinn, 2000, 246 p., p. 59 -83.
- (en) Ann Michelle  Roberts, The Master of the Legend of Saint Lucy : a catalogue and critical essay (Dissertation), University of Pennsylvania, 1982 (présentation en ligne).
- (fr) Nicole Veronee-Verhaegen, « Le Maître de la Légende de sainte Lucie : précisions sur son œuvre », Bulletin de l'Institut royal du Patrimoine artistique, vol. II,‎ 1959, p. 73-82.
- (fr) S. Zdanov, « Quelle identité pour le Maître de la Légende de sainte Lucie ? Révision des hypothèses et proposition d'identification », in Koregos. Revue et encyclopédie multimédia des arts sous l'égide de l'Académie royale de Belgique, 2013, 76.